# Церковь Александра Невского (Нахичевань-на-Дону)
Церковь во имя Святого благоверного князя Александра Невского — православный храм, построенный в 1896 году в городе Нахичевани-на-Дону (ныне в составе Пролетарского района Ростова-на-Дону). Снесён в 1937 году.

## История
Храм Александра Невского был построен в Нахичевани-на-Дону в 1896 году. Средства на строительство были пожертвованы купцом И. С. Шушпановым. Сооружение храма было приурочено к 650-летию Невской битвы, в которой Александр Ярославич одержал победу над шведами. Располагался храм на Полицейской площади (ныне площадь Толстого) на углу с 2-й Соборной улицей (ныне Ереванская улица).
Храм имел три купола и был богато декорирован. Над притвором была сооружена высокая двухъярусная звонница (более 28 м в высоту). Храм был построен в духе неоренессанса. Размеры храма составляли 21×12 саженей (приблизительно 45×25 м). Главный престол храма был освящён во имя Александра Невского, второй престол — в честь Святой Анны.
В 1900 году рядом с храмом была открыта церковно-приходская школа. Настоятелем Александро-Невской церкви долгое время был известный нахичеванский священник Иоанн Домовский.
В 1920-е годы храм был передан движению обновленцев. В 1937 году храм был закрыт и снесён. Сейчас на его месте стоит шестиэтажный жилой дом (площадь Толстого, 9).
В 1942 году во время нацистской оккупации Ростова-на-Дону приход храма Александра Невского возобновил богослужения. Сначала он размещался в доме № 6 на 29-й линии. Затем для богослужений было приспособлено здание бывшей церковно-приходской школы храма, на доме были надстроены купола. После освобождения города здание было передано общине в аренду. В 1955 году молитвенный дом был закрыт, а церковную утварь перенесли в придел Александра Невского в храме Святой Александры.